# T'simanes
Los t'simanes, también conocidos como tsimanés o chimanes, son un pueblo originario de las tierras bajas de Bolivia que habita en los municipios de San Borja, San Ignacio de Moxos, Rurrenabaque y Santa Ana de Yacuma del departamento de Beni, la mayoría en el territorio del consejo T'simane y varias comunidades en el territorio T'simane Mosetén Pilón Lajas, en el piedemonte de la Amazonia.
La población que se autoreconoció como chimán en el censo boliviano de 2001 fue de 4 126 personas. Este número aumentó a 16 958 en el censo de 2012.

## Idioma
Los t'simanes hablan el idioma chimán del grupo de la familia lingüística mosetana. Como las lenguas de esta familia son mutuamente inteligibles, algunos las consideran un solo idioma.
Desde la promulgación del Decreto Supremo N.º 25894 del 11 de septiembre de 2000, el chimán es una de las lenguas indígenas oficiales de Bolivia, lo que fue incluido en la Constitución Política del Estado cuando fue promulgada el 7 de febrero de 2009.

## Organización
Los t'simanes que viven en su territorio reconocido, son afiliados al Consejo Regional T'simane Mosetene (CRTM), que es el titular de los Territorios Comunitarios Nativos o TCO.

## Forma de vida
Viven en pequeñas comunidades compuestas de 20 a 30 familias. Son una cultura que depende principalmente de la agricultura de subsistencia, aunque la caza, la pesca y la recolección contribuyen notablemente como fuente de alimento de casi todas las comunidades.
Investigaciones sobre su salud cardiovascular han demostrado que los t'simanes tienen una edad vascular general al menos una década más joven que la media de cualquier otra población del mundo; tienen menos probabilidad de sufrir infartos cardíacos; carecen de endurecimiento arterial por la edad y casi nunca presentan arterioesclerosis. Un t'simane de 80 años tiene la edad vascular similar a un estadounidense de unos 55 años, según resultados de la investigación. Los científicos creen que esto se debe a una dieta principalmente basada en carbohidratos, baja en grasas, a las caminatas y al ejercicio físico diario que exigen sus actividades.